# بودجه کربن

این شکل نرخ‌هایی را نشان می‌دهد که انتشار دی‌اکسید کربن جهانی باید پس از سال ۲۰۲۴ کاهش یابد تا افزایش دمای جهانی به ۱٫۵، ۱٫۷ یا ۲٫۰ درجهٔ سانتیگراد بدون تکیه بر انتشار منفی خالص محدود شود.

بودجهٔ کربن به مقدار کل دی‌اکسید کربنی (CO2
) گفته می‌شود که بشر می‌تواند بدون فراتر رفتن از هدف تعیین‌شدهٔ گرمایش جهانی، وارد اتمسفر کند.: ۲۲۲۰  از این مفهوم در سیاست‌های مربوط به تغییرات اقلیمی برای کمک به تعیین اهداف کاهش انتشار گازهای گلخانه‌ای به روشی منصفانه و مؤثر مورد استفاده قرار می‌گیرد گرمایش جهانی به سطح معینی می‌شود» بررسی می‌کند. می‌توان آن را نسبت به دورهٔ پیش از صنعتی‌سازی (سال ۱۷۵۰) بیان کرد.
دانشمندان عواملی مختلفی را برای محاسبهٔ بودجهٔ کربن تخمین می‌زنند. این تخمین‌ها، شواهد علمی موجود و همچنین قضاوت‌های ارزشی یا انتخاب‌ها را در نظر می‌گیرند.
برای تبدیل بودجه‌های کربن جهانی به سطح کشوری، باید مجموعه‌ای از قضاوت‌های ارزشی در مورد چگونگی توزیع بودجهٔ کربن باقیمانده در تمام کشورهای مختلف انجام شود. این امر باید جنبه‌های برابری و انصاف بین کشورها و همچنین سایر گزینه‌های روش‌شناختی را در نظر بگیرد. تفاوت‌های زیادی بین کشورها وجود دارد، مانند میزان جمعیت، سطح صنعتی شدن، انتشار گازهای گلخانه‌ای در گذشته و قابلیت‌های کاهش انتشار. به همین دلیل، دانشمندان در تلاشند تا بودجه‌های جهانی کربن را با رعایت انصاف بین کشورها تخصیص دهند.

## تعریف
ششمین گزارش هیئت بین‌دولتی تغییر اقلیم، بودجهٔ کربن را به دو شکل زیر تعریف می‌کند:: ۲۲۲۰ 
- «ارزیابی منابع چرخهٔ کربن در سطح جهانی، از طریق تلفیق شواهد مربوط به سوخت‌های فسیلی و سیمان، انتشار و حذف مرتبط با کاربری زمین و تغییر کاربری زمین، منابع دی‌اکسید کربن (CO2) اقیانوسی و طبیعی زمین و تغییر حاصل در غلظت CO2 اتمسفر، به‌عنوان بودجهٔ جهانی کربن شناخته می‌شود»؛
- «حداکثر مقدار تجمعی خالص انتشار جهانی دی‌اکسید کربن ناشی از فعالیت‌های انسانی که منجر به محدود کردن گرمایش جهانی به سطح معینی با احتمال مشخص، با در نظر گرفتن تأثیر سایر عوامل اقلیمی ناشی از فعالیت‌های انسانی، می‌شود. این مقدار، هنگامی که از دورهٔ پیش از صنعتی‌سازی بیان می‌شود، به عنوان بودجهٔ کل کربن و هنگامی که از یک تاریخ مشخص اخیر بیان می‌شود، به عنوان بودجهٔ کربن باقیمانده شناخته می‌شود».

## تخمین‌ها

### بودجهٔ کربن فعلی و بودجهٔ کربن باقی‌ماندهٔ کنونی
چندین سازمان، از جمله پروژهٔ جهانی کربن، مؤسسهٔ تحقیقاتی مرکاتور در مورد منابع مشترک جهانی و تغییرات اقلیمی و پروژهٔ CONSTRAIN سالانه بودجهٔ کربن باقی‌مانده را بروزرسانی می‌کنند. در مارس ۲۰۲۲، قبل از انتشار رسمی پیش‌نویس «بودجهٔ جهانی کربن ۲۰۲۱»، دانشمندان بر اساس داده‌های مانیتور کربن (CM) گزارش دادند که پس از کاهش بی‌سابقهٔ انتشار دی‌اکسید کربن ناشی از همه‌گیری کووید-۱۹ در سال ۲۰۲۰، انتشار جهانی CO2

در سال ۲۰۲۱ به شدت ۴٫۸ درصد افزایش یافت، که نشان می‌دهد با روند فعلی، بودجهٔ کربن برای احتمال ۲/۳ برای محدود کردن گرمایش به ۱٫۵ درجهٔ سانتیگراد، ظرف ۹٫۵ سال مصرف خواهد شد.
در آوریل ۲۰۲۲، بودجهٔ جهانی کربن ۲۰۲۱ که اکنون بررسی و رسماً منتشر شده است، نتیجه گرفت که انتشار فسیلی نسبت به سطح همه‌گیری، حدود ۴٫۸٪ + نسبت به انتشار سال ۲۰۲۰ افزایش یافته و به سطح سال ۲۰۱۹ بازگشته است.

### بودجهٔ کربن بر حسب گیگاتن و عوامل مؤثر بر آن

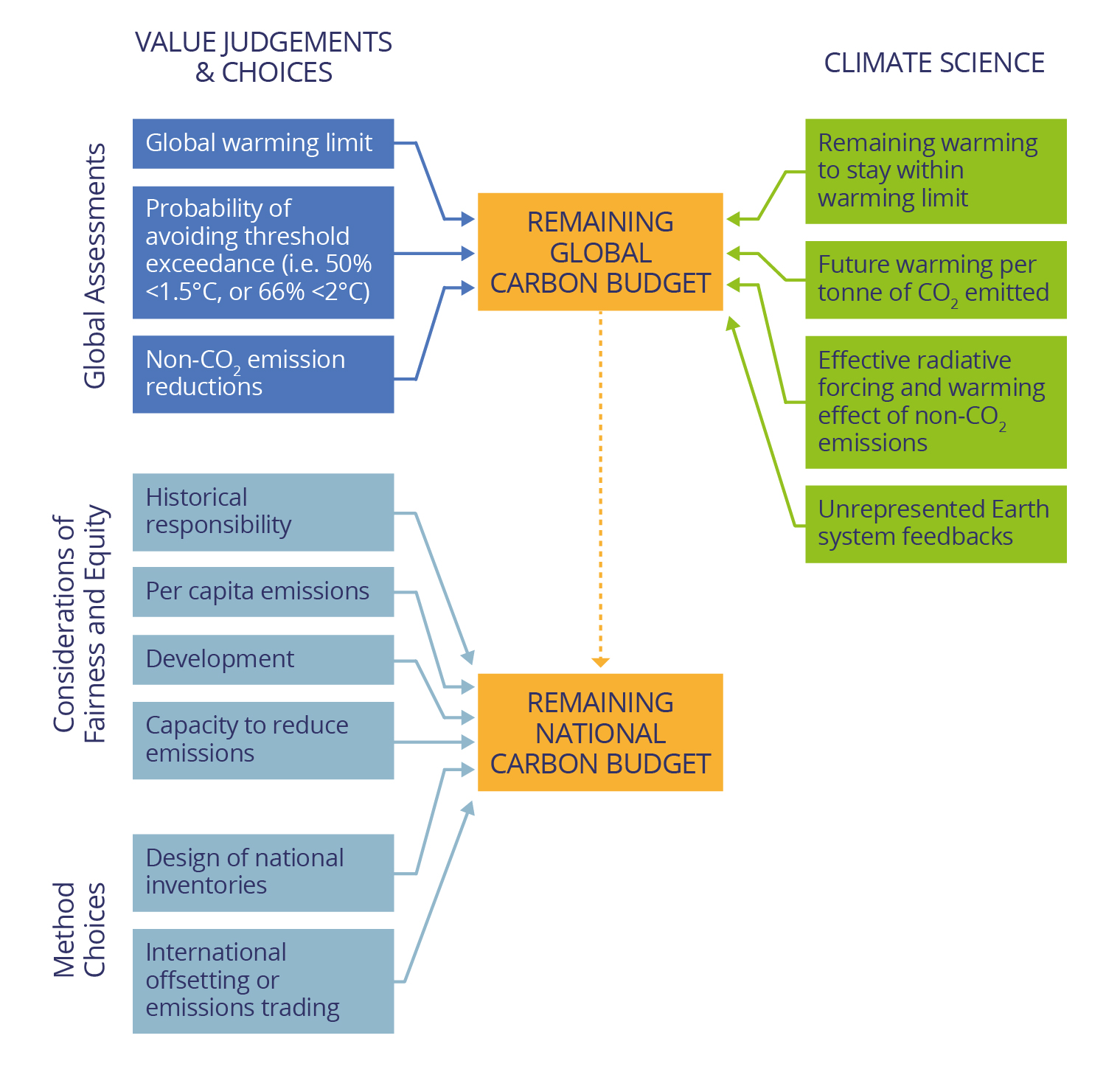
تخمین بودجهٔ کربن باقی‌مانده در سطح جهانی به بوم‌شناسی و قضاوت‌های ارزشی یا انتخاب‌ها بستگی دارد. برای تبدیل یک بودجهٔ جهانی به سطح ملی، باید قضاوت‌ها و انتخاب‌های بیشتری انجام شود.

یافتن یک رابطهٔ تقریباً خطی بین افزایش دمای جهانی و انتشار تجمعی دی‌اکسید کربن، تخمین بودجه‌های انتشار جهانی را به منظور حفظ گرمایش زیر سطوح خطرناک، تشویق کرده است. از دورهٔ پیش از صنعتی شدن (سال ۱۷۵۰) تا سال ۲۰۱۹، تقریباً ۲۳۹۰ گیگاتن CO2
در سطح جهان منتشر شده است.
تخمین‌های علمی از بودجه‌ها/سهمیه‌های انتشار جهانی باقی‌مانده به دلیل رویکردهای روش‌شناختی متنوع و ملاحظات آستانه‌ها متفاوت است. تخمین‌ها ممکن است شامل همهٔ بازخوردهای تشدیدکنندهٔ تغییرات اقلیمی نباشند، اگرچه معتبرترین ارزیابی‌های بودجه کربن که توسط هیئت بین‌دولتی تغییر اقلیم خلاصه شده‌اند، به صراحت این موارد را در نظر می‌گیرند. دانشمندان میزان بودجهٔ کربن باقی‌مانده را با استفاده از تخمین‌های زیر ارزیابی می‌کنند:
- گرمایش گذشته ناشی از فعالیت‌های انسانی،
- میزان گرمایش به ازای هر واحد تجمعی انتشار CO2 (همچنین به عنوان پاسخ اقلیمی گذرا به انتشار تجمعی دی‌اکسید کربن یا TCRE شناخته می‌شود)،
- میزان گرمایشی که پس از توقف انتشار تمام گازهای CO2 (که به عنوان تعهد انتشار صفر[۲۵] شناخته می‌شود) هنوز می‌تواند رخ دهد، و
- تأثیر بازخوردهای زمین که در غیر این صورت پوشش داده نمی‌شد.

این تخمین‌ها بسته به هدف دمای جهانی انتخاب شده، احتمال ماندن در زیر آن هدف و انتشار سایر گازهای گلخانه‌ای غیر از CO2
متفاوت است. این رویکرد برای اولین بار توسط هیئت بین‌دولتی تغییر اقلیم در گزارش ویژهٔ سال ۲۰۱۸ در مورد گرمایش جهانی ۱٫۵ درجهٔ سانتیگراد اعمال شد و همچنین در مشارکت گروه کاری اول ۲۰۲۱ آن در ششمین گزارش هیئت بین‌دولتی تغییر اقلیم استفاده شد.